# 연 (불교)
불교 용어인 연(緣, 산스크리트어: pratyaya, 팔리어: paccaya)은 다음을 뜻한다.
- 원인 또는 인연, 즉 모든 직접적 · 간접적 원인
  - 4연(四緣)으로 분류된다.
- 간접적 원인
- 유루 즉 번뇌
- 연(緣)의 행상(行相): 유루 즉 번뇌가 괴로움의 간접적 원인이라고 관찰하는 수행

## 원인·인연
연(緣, 산스크리트어: pratyaya, kāraṇa, 팔리어: paccaya, 영어: cause, reason)은 결과가 생겨나게 하는데 있어 거기에 참여하는 모든 직접적 · 간접적 원인을 뜻한다. 이 경우의 연(緣)은 모든 직접적 · 간접적 원인을 통칭하는 낱말인 인연(因緣, 산스크리트어: hetu-pratyaya 또는 nidāna)과 동의어이다.
부파불교와 대승불교의 교학에 따르면,
모든 직접적 · 간접적 원인으로서의 연(緣)은 인연(因緣) · 소연연(所緣緣) · 증상연(增上緣) · 등무간연(等無間緣)의 4연(四緣)으로 나뉘며, 4연 가운데 인연은 직접적 원인, 나머지 3연은 간접적 원인이라 할 수 있다.

## 간접적 원인
연(緣, 산스크리트어: pratyaya, 팔리어: paccaya)은 결과가 생겨나게 하는데 참여한 모든 원인들 중에서 간접적인 원인을 뜻한다. 이에 대해 인(因, 산스크리트어: hetu)은 결과가 생겨나게 하는데 있어 참여한 모든 원인들 중에서 직접적인 원인을 뜻한다.
이와 관련하여, 불교의 인과설 중 하나인 인연(因緣) · 소연연(所緣緣) · 증상연(增上緣) · 등무간연(等無間緣)의 4연(四緣)에서, 인연은 인(因) 즉 직접적인 원인에 해당하고  소연연 · 증상연 · 등무간연은 연(緣) 즉 간접적인 원인에 해당한다.

## 유루·번뇌
연(緣, 산스크리트어: pratyaya, 팔리어: paccaya)은 괴로움이라는 결과[苦果]를 이루게 하는 간접적인 원인을 뜻하는데, 유루(有漏) 즉 번뇌를 가리키는 말이다.

## 연의 행상
연(緣, 산스크리트어: pratyaya, 팔리어: paccaya)은 불교의 수행법 중 하나로 4성제를 관찰하는 16종의 관법(觀法) 또는 관행(觀行)을 통칭하는 4제 16행상(四諦 十六行相)을 이루는 한 요소로서의 연을 가리킨다.
구체적으로는, 4성제 중 집제에 대한 4가지 관찰[觀法 또는 觀行]인 인(因) · 집(集) · 생(生) · 연(緣) 가운데 연을 말한다.
이것은 '유루 즉 번뇌라는 원인에 대하여, 마치 햇빛 · 공기 · 수분 · 온도 등의 간접적 원인[緣]이 나무의 직접적 원인[因]인 씨앗 즉 종자를 도와 나무가 이루어지게 하는 것처럼[能令成辦], 유루 즉 번뇌는 괴로움이라는 결과[苦果]를 이루게 하는 간접적인 원인[緣]이라고 관찰하는 것'을 말한다. 즉, 이러한 수행[行相] 또는 수행[行, 즉 十六行]의 한 측면[相]를 연(緣)이라고 한다.

## 참고 문헌
- 곽철환 (2003). 《시공 불교사전》. 시공사 / 네이버 지식백과. |title=에 외부 링크가 있음 (도움말)
- 세우 지음, 현장 한역, 송성수 번역 (K.949, T.1542). 《아비달마품류족론》. 한글대장경 검색시스템 - 전자불전연구소 / 동국역경원. K.949(25-149), T.1542(26-692). |title=에 외부 링크가 있음 (도움말)
- 운허.  동국역경원 편집, 편집. 《불교 사전》. |title=에 외부 링크가 있음 (도움말)
- (중국어) 佛門網. 《佛學辭典(불학사전)》. |title=에 외부 링크가 있음 (도움말)
- (중국어) 星雲. 《佛光大辭典(불광대사전)》 3판. |title=에 외부 링크가 있음 (도움말)
- (중국어) 세우 조, 현장 한역 (T.1542). 《아비달마품류족론(阿毘達磨品類足論)》. 대정신수대장경. T26, No. 1542, CBETA. |title=에 외부 링크가 있음 (도움말)